# Katalonia
Katalonia (kat. Catalunya [kətəˈɫuɲə], hiszp. Cataluña, oksyt. Catalonha) – wspólnota autonomiczna Hiszpanii. W szerszym znaczeniu – region geograficzny i kraina historyczna na Półwyspie Iberyjskim z ośrodkiem kulturalnym i administracyjnym w Barcelonie.
Hymnem Katalonii jest pieśń Els Segadors. Świętem narodowym jest dzień 11 września – data zdobycia Barcelony przez wojska Burbonów w 1714 r. podczas wojny o sukcesję (wydarzenie to stanowiło porażkę Katalończyków).
Barwami narodowymi Katalonii, podobnie jak innych regionów Hiszpanii i Francji położonych nad Morzem Śródziemnym, są złoty i czerwony. Układają się one w 4 czerwone pasy (quatre barres) na złotym tle. Popularnym symbolem Katalonii jest osioł – symbol mądrego i spokojnego, lecz upartego dążenia do celu (co stanowi przeciwieństwo byka symbolizującego Hiszpanię).

## Geografia
Leży nad Morzem Śródziemnym. Graniczy z Francją i Andorą oraz z Aragonią i Walencją. Jest regionem wyżynno-górzystym, z nielicznymi nizinami na wybrzeżu i w dolinie rzeki Ebro.
Do historycznej Katalonii należy również większa część departamentu Pireneje Wschodnie we Francji (tzw. Katalonia Północna). Na terenie tego departamentu leży również katalońska enklawa Llívia.
Na określenie wszystkich katalońskojęzycznych krajów dawnej Korony Aragonii używa się pojęcia kraje katalońskie (Països Catalans).

## Podział administracyjny
Wspólnotę autonomiczną Katalonii tworzą cztery prowincje państwa hiszpańskiego:
- Barcelona
- Girona (hiszp. Gerona)
- Lleida (hiszp. Lérida)
- Tarragona.

Granice prowincji zostały ustalone przez władze hiszpańskie w roku 1833 bez uwzględnienia lokalnych uwarunkowań. Z tego powodu funkcjonują wyłącznie jako jednostki podziału terytorialnego Hiszpanii, nie są natomiast statutowymi jednostkami podziału Katalonii. Podstawowy podział terytorialny Katalonii, zarówno w stosunkach urzędowych, jak i w świadomości społecznej, opiera się na średniowiecznej jednostce administracyjnej – comarce (comarca). W mediach i życiu codziennym comarki są podstawowym wyznacznikiem lokalizacji czy miejsca zamieszkania. W porównaniu z innymi wspólnotami Hiszpanii, kompetencje katalońskich comarek są szerokie.
Współczesny podział na comarki został zasadniczo ustalony w roku 1936 i nieco zmodyfikowany w latach 1988 i 1990. W pewnym stopniu ignoruje on istnienie prowincji – ich granice w kilku przypadkach przecinają granice comarek. Obecnie liczba comarek wynosi 41.
Obecny statut autonomii przewiduje dodatkowo przywrócenie średniowiecznych jednostek administracyjnych najwyższego rzędu zwanych vegueries – wikariatami. Zastąpiłyby one w stosunkach wewnętrznych hiszpańskie prowincje. Ich liczba i granice są nadal przedmiotem dyskusji. W obecnej chwili różne instytucje katalońskie w swojej działalności stosują różną organizację terytorialną, przy czym z reguły nie pokrywa się ona z podziałem na prowincje. Rząd kataloński działa poprzez tzw. delegacje terytorialne.
| Comarca                  | Symbol | Stolica                 | Prowincja             | Delegacja terytorialna |
| ------------------------ | ------ | ----------------------- | --------------------- | ---------------------- |
| Alt Camp                 | AC     | Valls                   | Tarragona             | Tarragona              |
| Alt Empordà              | AE     | Figueres                | Girona                | Girona                 |
| Alt Penedès              | AP     | Vilafranca del Penedès  | Barcelona             | Barcelona              |
| Alt Urgell               | AU     | La Seu d’Urgell         | Lleida                | Alt Pirineu i Aran     |
| Alta Ribagorça           | AG     | El Pont de Suert        | Lleida                | Alt Pirineu i Aran     |
| Anoia                    | AI     | Igualada                | Barcelona             | Catalunya Central      |
| Bages                    | BG     | Manresa                 | Barcelona             | Catalunya Central      |
| Baix Camp                | BC     | Reus                    | Tarragona             | Tarragona              |
| Baix Ebre                | BB     | Tortosa                 | Tarragona             | Terres de l’Ebre       |
| Baix Empordà             | BM     | La Bisbal d’Empordà     | Girona                | Girona                 |
| Baix Llobregat           | BT     | Sant Feliu de Llobregat | Barcelona             | Barcelona              |
| Baix Penedès             | BP     | El Vendrell             | Tarragona             | Tarragona              |
| Barcelonès               | BR     | Barcelona               | Barcelona             | Barcelona              |
| Berguedà                 | BD     | Berga                   | Barcelona (większość) | Catalunya Central      |
| Cerdanya                 | CD     | Puigcerdà               | Girona oraz Lleida    | Alt Pirineu i Aran     |
| Conca de Barberà         | CB     | Montblanc               | Tarragona             | Tarragona              |
| Garraf                   | GF     | Vilanova i la Geltrú    | Barcelona             | Barcelona              |
| Garrigues                | GG     | Les Borges Blanques     | Lleida                | Lleida                 |
| Garrotxa                 | GX     | Olot                    | Girona                | Girona                 |
| Gironès                  | GN     | Girona                  | Girona                | Girona                 |
| Maresme                  | MM     | Mataró                  | Barcelona             | Barcelona              |
| Montsià                  | MT     | Amposta                 | Tarragona             | Terres de l’Ebre       |
| Noguera                  | NG     | Balaguer                | Lleida                | Lleida                 |
| Osona                    | OS     | Vic                     | Barcelona (większość) | Catalunya Central      |
| Pallars Jussà            | PJ     | Tremp                   | Lleida                | Alt Pirineu i Aran     |
| Pallars Sobirà           | PS     | Sort                    | Lleida                | Alt Pirineu i Aran     |
| Pla de l’Estany          | PE     | Banyoles                | Girona                | Girona                 |
| Pla d’Urgell             | PU     | Mollerussa              | Lleida                | Lleida                 |
| Priorat                  | PR     | Falset                  | Tarragona             | Tarragona              |
| Ribera d’Ebre            | RE     | Mora de Ebro            | Tarragona             | Terres de l’Ebre       |
| Ripollès                 | RI     | Ripoll                  | Girona                | Girona                 |
| Segarra                  | SR     | Cervera                 | Lleida                | Lleida                 |
| Segrià                   | SI     | Lleida                  | Lleida                | Lleida                 |
| Selva                    | SV     | Santa Coloma de Farners | Girona (większość)    | Girona                 |
| Solsonès                 | SL     | Solsona                 | Lleida                | Catalunya Central      |
| Tarragonès               | TR     | Tarragona               | Tarragona             | Tarragona              |
| Terra Alta               | TT     | Gandesa                 | Tarragona             | Terres de l’Ebre       |
| Urgell                   | UL     | Tàrrega                 | Lleida                | Lleida                 |
| Vall d’Aran / Val d’Aran | VN     | Vielha                  | Lleida                | Alt Pirineu i Aran     |
| Vallès Occidental        | VC     | Sabadell                | Barcelona             | Barcelona              |
| Vallès Oriental          | VR     | Granollers              | Barcelona             | Barcelona              |

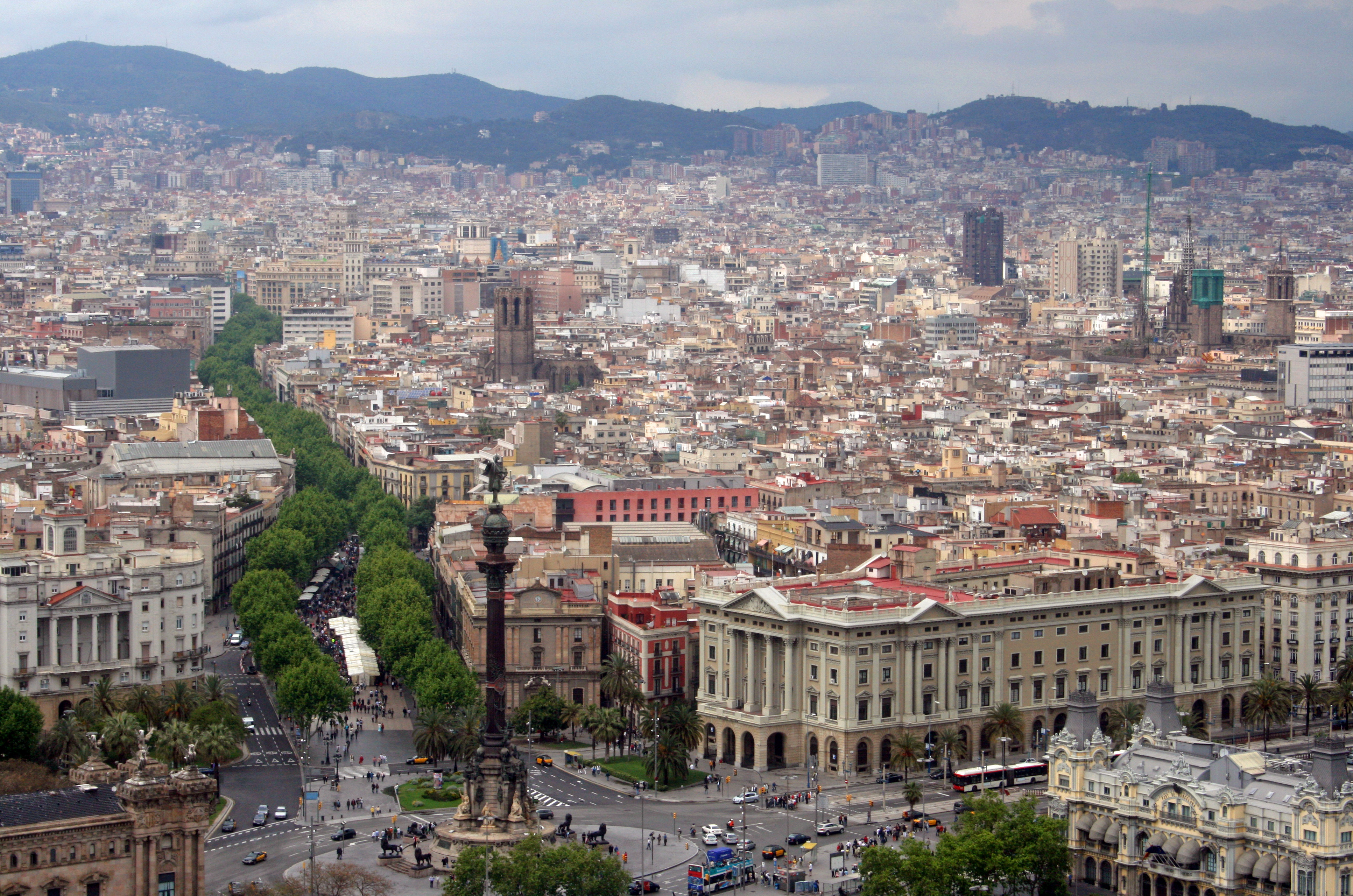
Barcelona

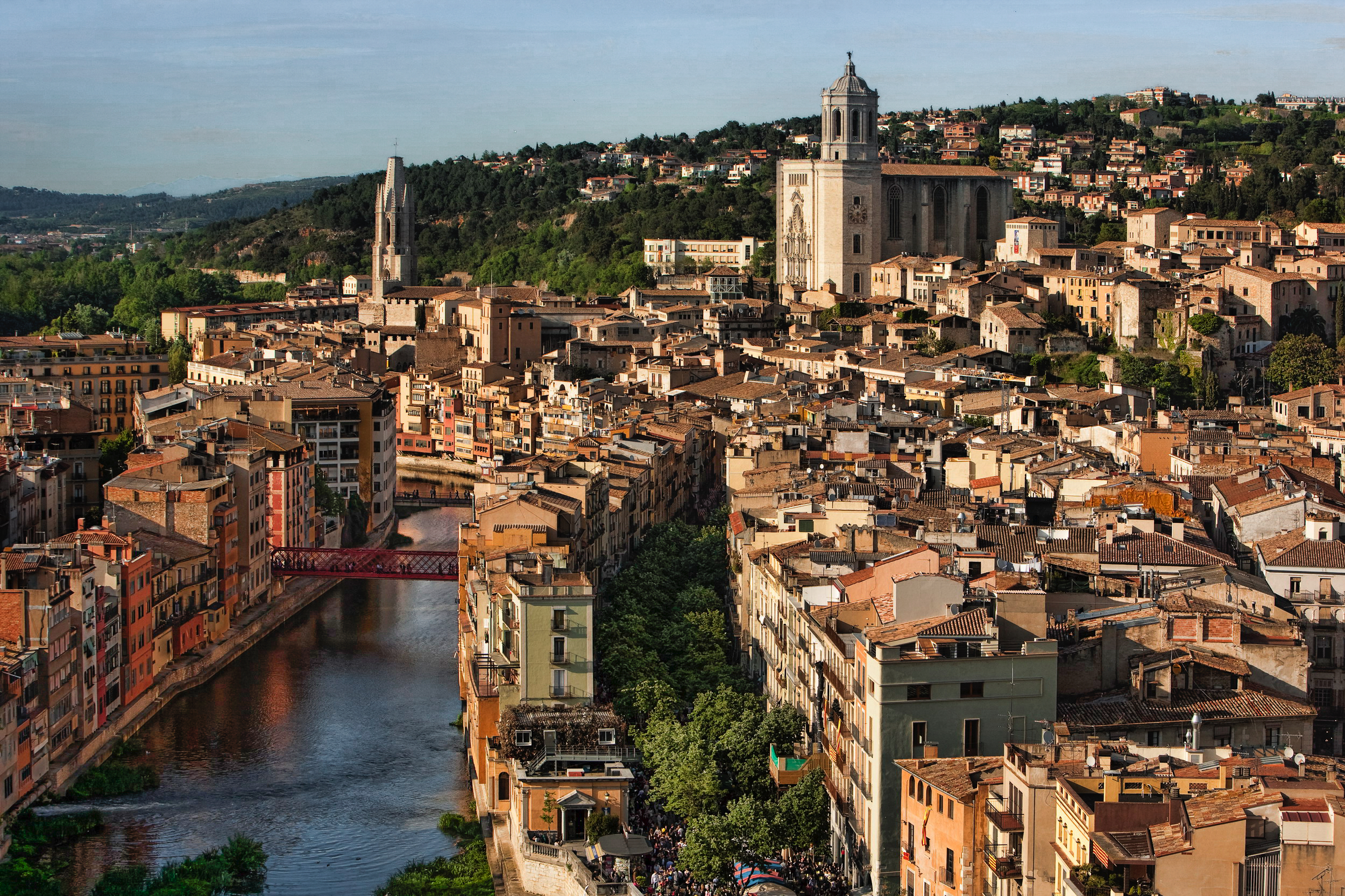
Girona

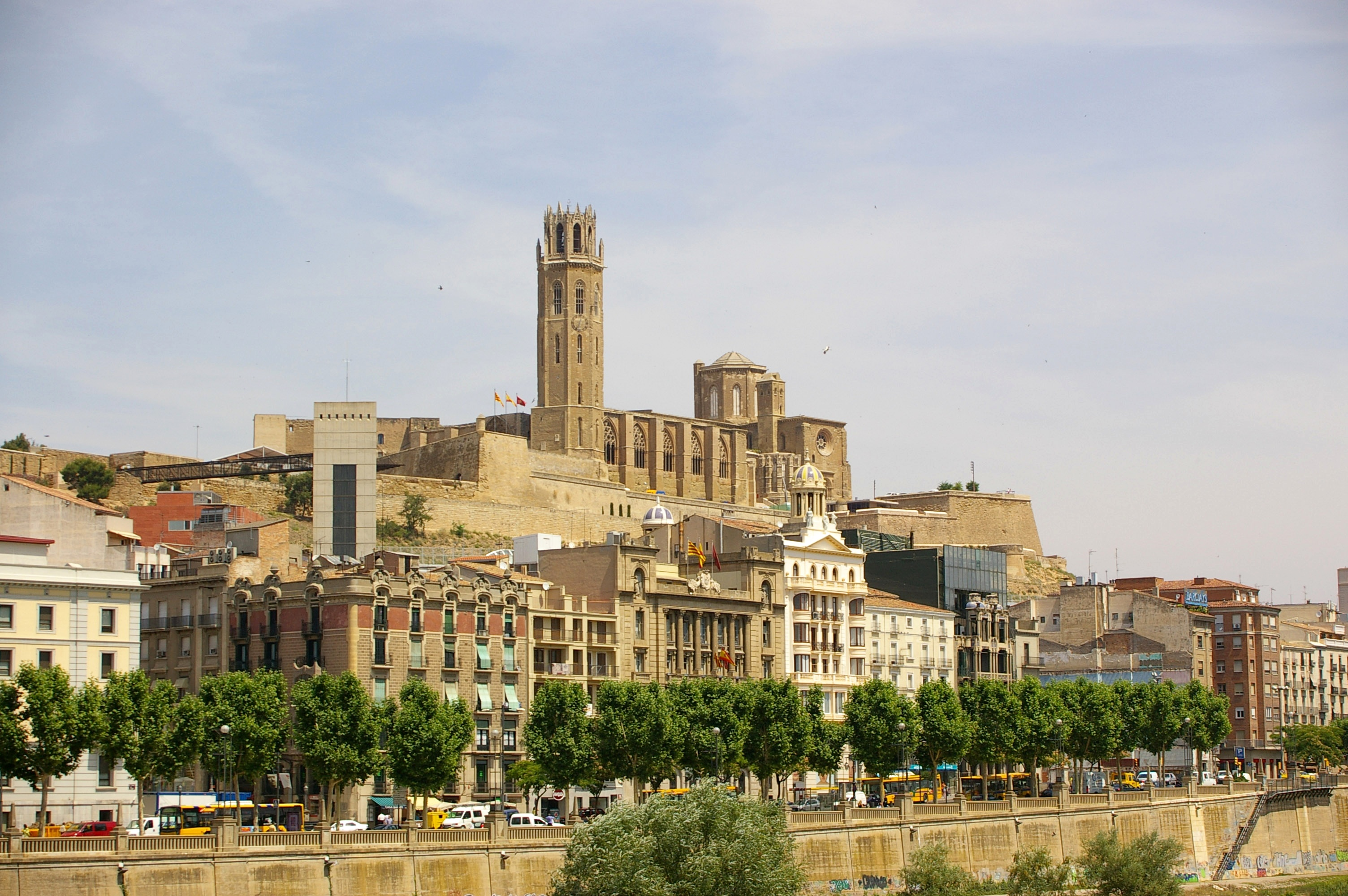
Lleida

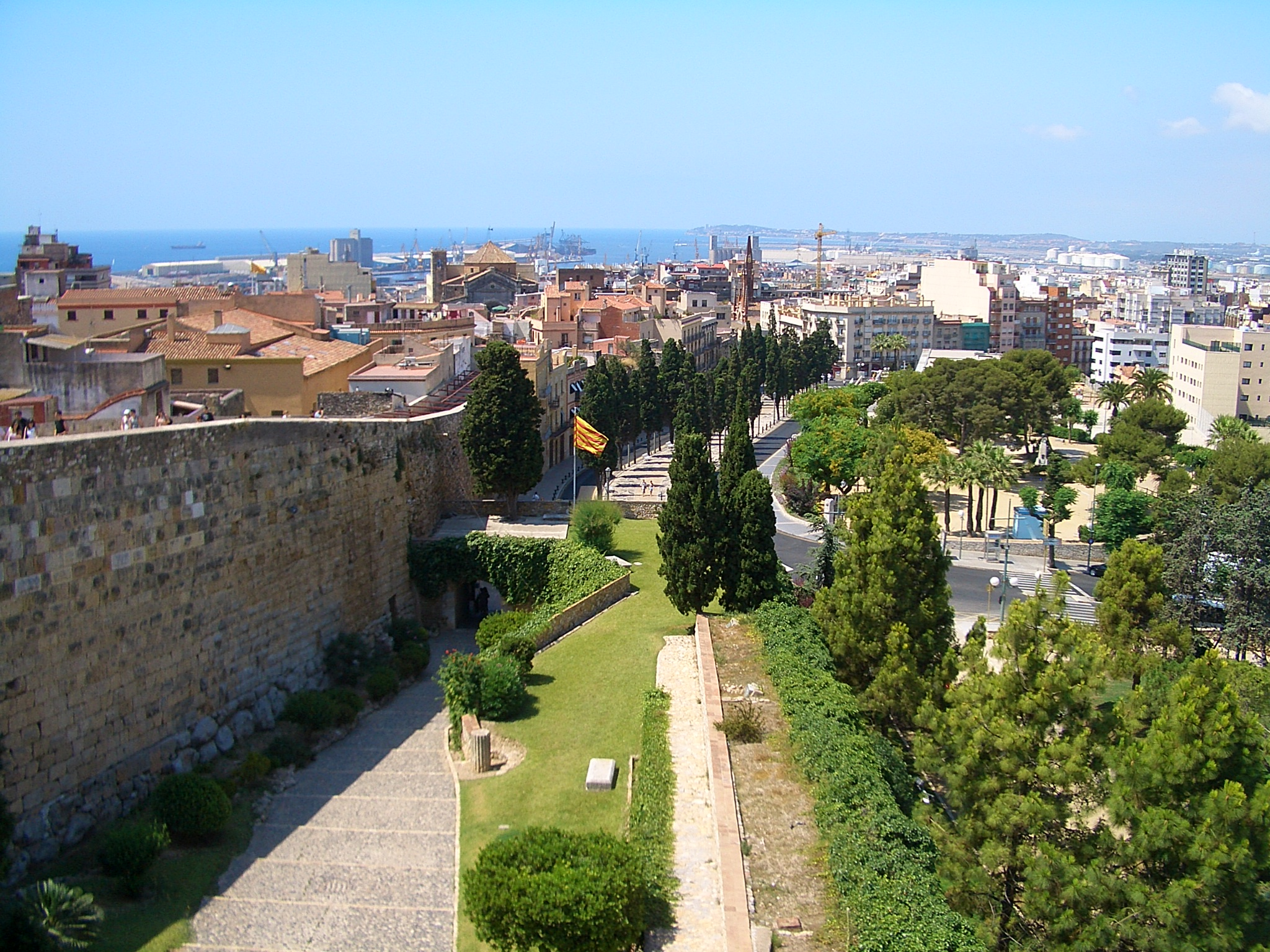
Tarragona

Zgodnie ze statutem autonomii, podstawową jednostką organizacji terytorialnej jest gmina (kat. municipi). Zarząd gminy nosi nazwę ajuntament i składa się z wójta (alcalde) i radnych (regidors). Na gminy wiejskie składa się z reguły kilka osiedli, z których jedno pełni rolę siedziby gminy i z reguły daje jej nazwę. Miasto stołeczne Barcelona posiada specjalny ustrój określony ustawą.

## Historia

### Starożytność
W starożytności zamieszkiwana przez Celtoiberów. Teren osadnictwa Greków i Fenicjan. Na wybrzeżu powstały liczne faktorie do handlu rudą żelaza z głębi Półwyspu Iberyjskiego (Emporion).
Od końca III wieku p.n.e. w składzie rzymskiej prowincji Hispania Tarraconensis, której centrum administracyjne znajdowało się w Tarraco (obecnie katalońska Tarragona). Największe centrum produkcji garum, ważny region rolniczy.
W V wieku opanowana przez Wizygotów, którzy jednak dość szybko się zasymilowali i stopili kulturowo z miejscową ludnością.

### Średniowiecze i unia z Aragonią

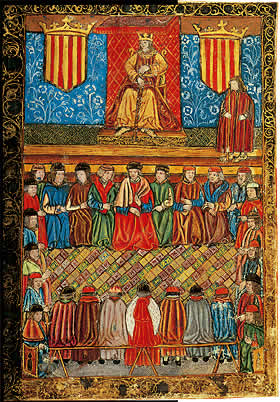
Corts Catalanes (Kataloński parlament), XV wiek

W VIII wieku całość ziem Katalonii opanowali Arabowie, zostali jednak częściowo wyparci przez Karola Młota po bitwie pod Poitiers w 732 r. Około roku 800 powstała niezależna marchia ze stolicą w Barcelonie, której zadaniem była walka z Maurami.
W początkach X wieku Katalonia uniezależniła się od monarchii frankońskich, choć nadal z państwami południowej Francji utrzymywała ścisłe kontakty. Ślady owych kontaktów (zwłaszcza z Burgundią) widoczne są do dzisiaj w języku katalońskim.
W 1137 r. zawarta została unia personalna ze wzrastającą w siłę Aragonią. Dało to początek złotemu wiekowi obu krajów, których władcy przez pewien czas dominowali w zachodnim basenie Morza Śródziemnego. Pod władzą królestwa znalazły się Baleary, Sycylia i południowe Włochy.

### Unia z Kastylią i podział Katalonii
Unia personalna powstała po małżeństwie Izabeli I Katolickiej z Ferdynandem II Katolickim połączyła Aragonię z Kastylią. Wzrost znaczenia Kastylii po odkryciu Nowego Świata spowodował spadek znaczenia Katalonii. Ukierunkowanie gospodarki Hiszpanii na handel z koloniami spowodowało dalszy upadek Barcelony jako portu, gdyż handlował on przede wszystkim z krajami basenu Morza Śródziemnego.
22 maja 1640 r. wybuchło w Barcelonie powstanie przeciwko królowi Filipowi IV Habsburgowi (tzw. wojna żeńców), którego uczestnicy proklamowali republikę miejską. Powstanie zostało jednak ostatecznie krwawo stłumione w 1652 r. Nadana wcześniej Katalonii autonomia prawna (tzw. fueros, kat. furs – prawa lokalne) była coraz bardziej ograniczana przez kolejnych monarchów. W tym czasie pretensje do Katalonii wysunęła Francja. Tzw. wojna trzydziestoletnia zakończyła się zwycięstwem Francji i podziałem Katalonii między Francję a Hiszpanię na mocy pokoju pirenejskiego w 1659 r. W ten sposób powstała Katalonia Północna. Ze względu na opór Katalończyków faktycznie podział został zakończony dopiero w 1720 r. Od tego czasu przebieg granicy francusko-hiszpańskiej w Katalonii pozostaje niezmieniony.
W 1705 r. podczas wojny o sukcesję hiszpańską w Katalonii wybuchło kolejne antyhiszpańskie powstanie, jednak po pokoju utrechckim Katalonia została opuszczona przez sprzymierzeńców. Powstanie krwawo stłumiono, a 11 września 1714 r. padła Barcelona. W ten sposób całe Królestwo Aragonii zostało ostatecznie podporządkowane Hiszpanii.

### Katalonia w składzie centralistycznej Hiszpanii
W 1716 r. Filip V Burbon wydał ostatni, trzeci dekret składający się na tzw. Nueva Planta – nowy ustrój Hiszpanii. Zgodnie z zasadami centralizmu i unitaryzmu, na których był on oparty, w Katalonii – podobnie jak w innych krajach Korony Aragońskiej – zlikwidowano prawa lokalne (fueros) i wprowadzono prawo kastylijskie, a kataloński usunięto z urzędów. Zlikwidowano samorząd (Generalitat), w tym Kortezy Katalońskie i Radę Stu, a wprowadzono w to miejsce zarząd wojskowy.
Konflikt katalońsko-hiszpański przeniósł się na płaszczyznę społeczną i kulturową. W latach pięćdziesiątych król Karol III Burbon zabronił używania języka katalońskiego w urzędach i pismach oficjalnych, a w 1768 r. – w szkołach wszystkich szczebli. Analogiczne prawo obowiązywało we francuskiej części Katalonii od 7 listopada 1700 r.
W latach 1800–1814, podczas wojny hiszpańsko-francuskiej, Katalonia była okupowana przez wojska napoleońskie. W roku 1833 dokonano sztucznego podziału Katalonii na prowincje, co miało usprawnić administrację krajem, jednak nie uwzględniało historycznych związków regionalnych. Od Katalonii został wówczas odłączony tzw. Pas Zachodni.
Na skutek pomyślnej koniunktury w XIX wieku Katalonia stała się jednym z pionierów industrializacji w Europie. Od lat 60. rozwijały się zwłaszcza przemysł włókienniczy i stoczniowy, budowano linie kolejowe.

### Autonomia w ramach republiki
Od końca XIX wieku, wraz z katalońskim odrodzeniem narodowym, zaczęły narastać tendencje autonomistyczne. W 1914 r. cztery okręgi (deputacje) katalońskie (Barcelona, Tarragona, Girona i Lleida) utworzyły związek, tzw. Mancomunitat de Catalunya. Jakkolwiek jego kompetencje nie wykraczały poza kompetencje okręgów, utworzenie Mancomunitat miało duże znaczenie symboliczne. Przywrócono wówczas Kortezy Katalońskie, które składały się z katalońskich deputowanych do Kortezów Generalnych Hiszpanii. Ustanowiono rząd (Consell), na którego czele stał prezydent – początkowo Enric Prat de la Riba, a następnie Josep Puig i Cadafalch.
Rząd lokalny przywrócił użycie katalońskiego. Pod auspicjami Mancomunitat przeprowadzono reformę ortografii katalońskiej. Zapoczątkowano również szereg inwestycji infrastrukturalnych, między innymi rozpoczęto telefonizację kraju i budowę barcelońskiej kolei miejskiej, która częściowo przebiegała pod ziemią. Mancomunitat upadła w roku 1925, zlikwidowana podczas dyktatury Primo de Rivery.
Po upadku dyktatury w 1930 r., Hiszpanie zgodzili się przyznać Katalonii autonomię w ramach republiki. 14 kwietnia 1931 r., zanim powstała II republika hiszpańska, przywódca zwycięskiej lewicy Francesc Macià proklamował powstanie Republiki Katalońskiej, która miała połączyć się z resztą Hiszpanii na zasadzie konfederacji. Ostatecznie 17 kwietnia zawarty został kompromis, na mocy którego Katalonia stała się autonomiczną częścią Hiszpanii pod nazwą Generalitat de Catalunya. Macià został jej pierwszym prezydentem. Ustrój autonomii regulował Statut Katalonii (Estatut de Catalunya), tzw. Statut z Nurii (Estatut de Núria – od miejscowości, w której przygotowywano jego projekt). Pierwszy jego projekt, który zyskał poparcie 99% głosujących w referendum przy frekwencji 75%, został odrzucony przez Kortezy Generalne Hiszpanii. Jego druga wersja została zatwierdzona 9 września 1932 r.
6 października 1934 r. ówczesny prezydent Generalitat Lluís Companys proklamował po raz kolejny powstanie Republiki Katalońskiej jako państwa. W wyniku natychmiastowej reakcji rządu hiszpańskiego doprowadziło to do czasowego uwięzienia rządu Companysa oraz częściowego zawieszenia Statutu.

### Wojna domowa i dyktatura Franco
W 1936 r. wybuchła w Hiszpanii wojna domowa, w której rząd Katalonii opowiedział się po stronie Republiki. Katalonia udzieliła schronienia rządowi republikańskiemu, który od 1937 r. urzędował w Barcelonie. W 1938 r. frankiści wkroczyli na terytorium Katalonii, zdobywając Lleidę. Przez długi czas walki toczyły się nad rzeką Ebro, którą ostatecznie frankiści przekroczyli i w końcu roku przeszli do natarcia na Barcelonę, którą zdobyli 26 stycznia 1939 r.
Rząd kataloński udał się na wygnanie do Francji. Wielu działaczy katalońskich wyemigrowało do Francji lub Ameryki Łacińskiej – głównie do Meksyku. Po zajęciu Francji przez Niemcy w 1940 r. premier Lluís Companys został aresztowany przez Gestapo i wydany Hiszpanii, gdzie został skazany na śmierć i stracony w twierdzy Montjuïc w Barcelonie.
Jeszcze przed ostatecznym zwycięstwem wojsk frankistowskich, 5 kwietnia 1938 r., gen. Francisco Franco wydał dekret znoszący autonomię Katalonii. Z czasem zabroniono publicznego używania języka katalońskiego i symboli narodowych. Demonstracje Katalończyków w obronie praw kulturalnych i politycznych były rozpędzane z użyciem policji i wojska.

### Współczesna autonomia
Po śmierci gen. Franco (1975) i przyjęciu nowej konstytucji Hiszpanii (1978), Katalonia odzyskała autonomię kulturalną i polityczną. Od tej pory wraz z Krajem Basków dysponuje najszerszą autonomią na tle pozostałych wspólnot autonomicznych. Powrócono do nazwy Generalitat de Catalunya na określenie systemu władz autonomicznych.
Separatyści katalońscy mimo autonomii wciąż dążyli jednak do uzyskania samodzielności w ramach Unii Europejskiej.
W październiku 2015 przy rekordowej 77% frekwencji wybory do autonomicznego parlamentu Katalonii wygrały stronnictwa separatystyczne (koalicja „Junts per Si” (Razem dla tak) niemal 40% głosów i 62 mandaty na 135 miejsc, ultralewicowa partia CUP kolejnych 10 mandatów), po czym parlament ten w listopadzie 2015 uchwalił deklarację niepodległości, w myśl której parlament w Barcelonie uznano za „jedyny nośnik suwerenności narodowej” oraz zapowiedziano w ciągu 1,5 roku „demokratyczne, systematyczne i pokojowe odłączanie się od państwa hiszpańskiego”, czyli proklamowanie republiki. Wypowiedziane zostało zarazem posłuszeństwo „wszelkim instytucjom państwa hiszpańskiego”, w tym trybunałowi konstytucyjnemu. Spowodowało to reakcję rządu w Madrycie, który w październiku 2017 r. zastosował art. 155 hiszpańskiej konstytucji, znosząc autonomię Katalonii.

## Ustrój

### Generalitat

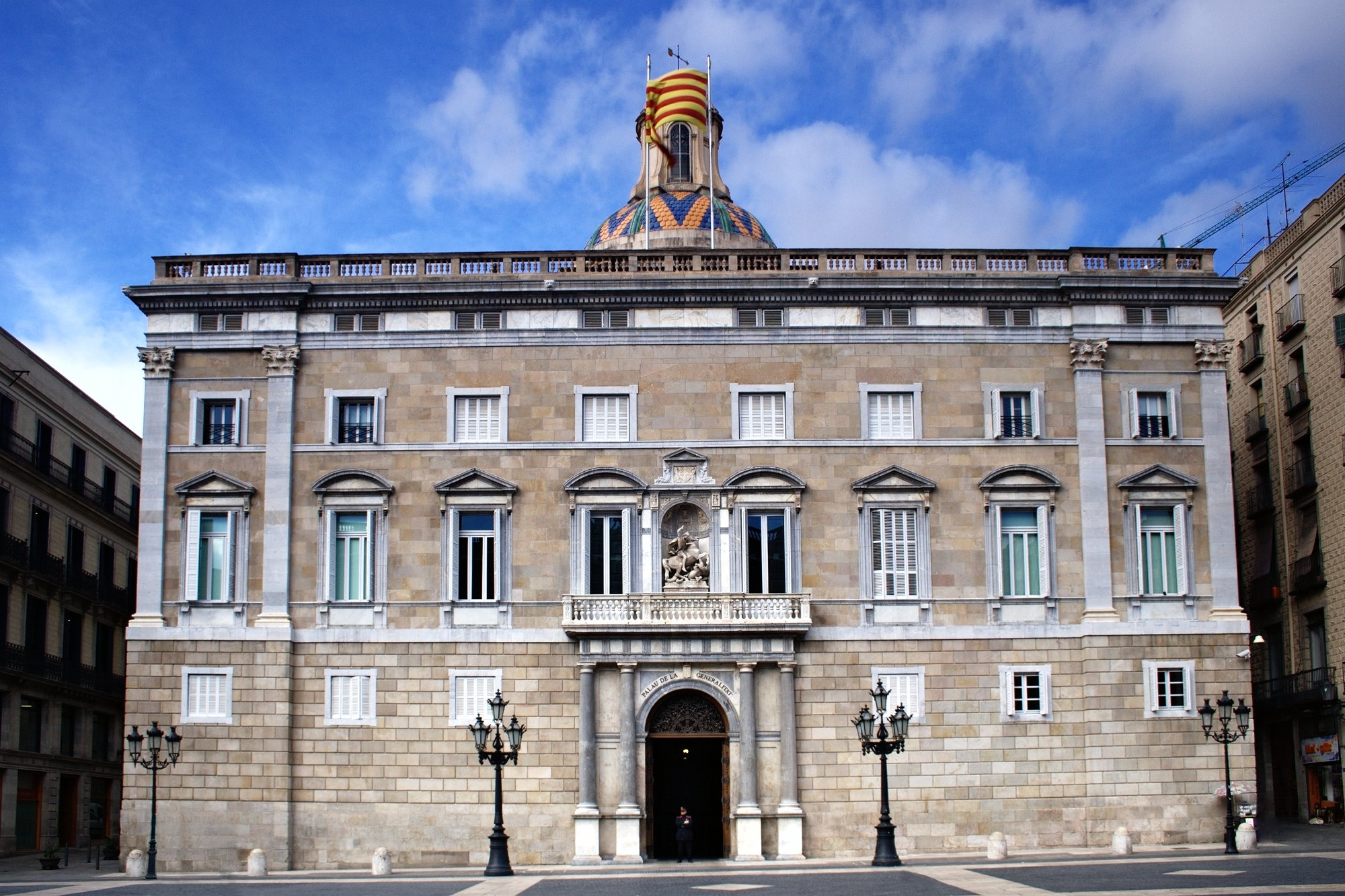
Siedziba Generalitat de Catalunya w Barcelonie

System władzy w Katalonii określa się mianem Generalitat – Generalitat de Catalunya [ʒənərəɫiˈtat dəkətəˈɫuɲə]. Nazwa ta pochodzi od średniowiecznej instytucji Diputació del General (znanej od XIV w., również w Aragonii i Walencji) – komisji złożonej z przedstawicieli króla, Kościoła i armii, zajmującej się poborem podatków uchwalonych przez kortezy. Współcześnie, zgodnie ze statutem autonomii, na generalitat Katalonii składają się:
- parlament (Parlament de Catalunya) jako władza ustawodawcza;
- prezydencja (Presidència) w osobie prezydenta, który kieruje rządem i jest najwyższym przedstawicielem generalitat, a jednocześnie najwyższym reprezentantem państwa hiszpańskiego w Katalonii;
- rząd (Govern) – sprawujący władzę wykonawczą pod kierownictwem prezydenta; ministerstwa noszą nazwę departamentów (departaments), którymi zarządzają radcy (consellers);
- Wyższy Trybunał Sprawiedliwości (Tribunal Superior de Justícia), który sprawuje nadzór nad sądownictwem.

Prezydent jest wybierany przez parlament i mianowany przez króla Hiszpanii. Z reguły jest nim przywódca partii, która otrzymała najwięcej głosów w wyborach do parlamentu Katalonii.
Organami doradczymi rządu są Konsultacyjna Komisja Prawna (Comissió Jurídica Assessora) oraz Rada Pracy, Ekonomiczna i Socjalna (Consell de Treball, Econòmic i Social).
Poza tym do Generalitat zaliczają się:
- rzecznik praw obywatelskich (Síndic de Greuges),
- zarząd skarbu Katalonii (Sindicatura de Comptes de Catalunya),
- rada statutowa (Consell de Garanties Estatutàries), która bada zgodność praw lokalnych z konstytucją Hiszpanii i statutem Katalonii,
- rada ds. mediów (Consell de l’Audiovisual de Catalunya), która sprawuje niezależny nadzór nad mediami publicznymi i prywatnymi,
- agencja ochrony danych (Agència Catalana de Protecció de Dades).

### Administracja i agendy rządowe
Rząd wypełnia swoje funkcje za pośrednictwem administracji (Administració de la Generalitat). Administrację terenową rząd nadzoruje poprzez 7 tzw. delegacji terytorialnych (delegacions territorials):
- Barcelonę,
- Środkową Katalonię (Catalunya Central) z siedzibą w Vicu,
- Lleidę,
- Gironę,
- Tarragonę,
- Ziemie Ebro (Terres de l’Ebre) z siedzibą w Tortozie,
- Wysokie Pireneje i Aran (Alt Pirineu i Aran) z siedzibą w Trempie.

Rządowi podlega własna administracja skarbowa – Agència Tributària de Catalunya działająca od 2008 r. Odpowiada ona za pobór i kontrolę podatków własnych Katalonii, podatków hiszpańskich w całości przekazywanych Katalonii oraz innych należności urzędowych Katalonii, a także – w ramach kompetencji delegowanych – pobór i kontrola podatków przysługujących państwu hiszpańskiemu na terytorium Katalonii.
W 1980 r. Katalonia przejęła kontrolę nad policją lokalną, działającą pod historyczną nazwą Mossos d’Esquadra. Począwszy od r. 1994, Mossos przejmowali od policji hiszpańskiej kontrolę nad kolejnymi comarkami, posuwając się od granicy francuskiej w kierunku Walencji. Od 2005 r. policja katalońska czuwa nad bezpieczeństwem Barcelony. Proces ten zakończył się w 2008 r., od kiedy to policja hiszpańska jest odpowiedzialna wyłącznie za działalność o znaczeniu ogólnopaństwowym (walka z terroryzmem, nielegalną imigracją itp.)
Szerokie kompetencje generalitat znajdują odzwierciedlenie w dużej liczbie spółek publicznych. Najważniejsze z nich to:
- Corporació Catalana de Mitjans Audiovisuals (CCMA – Katalońska Korporacja Mediów Audiowizualnych),
- Direcció General de Carreteres (DGC – Generalna Dyrekcja Dróg),
- Ferrocarrils de la Generalitat de Catalunya (FGC – Koleje Katalonii) i Infraestructures Ferroviàries de Catalunya (Ifercat – Infrastruktura Kolejowa Katalonii).

## Autonomia Katalonii

### Statut
Obecny statut autonomii został uchwalony przez parlament kataloński 30 września 2005 r. stosunkiem głosów 120:15 (przy sprzeciwie Partido Popular), a po długich sporach zatwierdzony przez Kortezy Generalne Hiszpanii. Ostatecznie zatwierdzony w referendum przeprowadzonym w Katalonii 18 czerwca 2006 r. przy poparciu 73% głosujących, wszedł w życie 9 sierpnia 2006 r. Zastąpił on poprzedni statut z 1979 r. – tzw. Statut z Sau (Estatut de Sau). Jakkolwiek został okrojony w Kongresie Kortezów, daje Katalonii największą niezależność od czasów Nueva Planta.
Na podstawie wyników wyborów parlamentarnych w 2008 r., w których wyraźnie zwyciężyły partie popierające nowy statut, można wnioskować, iż Katalończycy są zadowoleni z tego dokumentu. Niemniej istnieją nadal nierozwiązane kwestie sporne (po części te, których dotyczyły zmiany wprowadzone przez Kongres). Są to m.in.:
- opóźniające się przekazanie sieci kolejowej;
- kontrola nad barcelońskim lotniskiem Prat;
- prawo do ustalania udziałów państwa hiszpańskiego i Katalonii w podatkach i wydatkach na wzór uprawnień Kraju Basków (tzw. concert econòmic);
- prawo do posiadania własnych przedstawicielstw zagranicznych (istnienie katalońskich przedstawicielstw przy Unii Europejskiej i rządzie Francji jest stałym źródłem konfliktów).

### Kwestie sporne
W zakresie symbolicznym największe kontrowersje wzbudził artykuł mówiący o Katalonii jako narodzie (nació), podczas gdy dotychczas termin ten był zarezerwowany dla narodu hiszpańskiego (Katalończykom przysługiwał termin narodowość – nacionalitat), a także artykuł wprowadzający pojęcie obywatelstwa katalońskiego. W kwestiach praktycznych statut dał m.in. możliwość przejęcia kontroli nad kolejami i drogami oraz powołania własnej administracji skarbowej, a także poszerzenia obowiązku używania języka katalońskiego. W Kortezach wykreślono m.in. postanowienia dające Katalonii większą samodzielność finansową, międzynarodową oraz kontrolę nad wszystkimi portami morskimi i lotniczymi.
Swój sprzeciw wobec nowego statutu utrzymuje Partido Popular i rządy niektórych wspólnot autonomicznych. Jednakże podejmowane przez nie próby podważenia konstytucyjności statutu jak dotąd zakończyły się niepowodzeniem.

## Życie polityczne
Główne partie działające w Katalonii to:
- Partit dels Socialistes de Catalunya (PSC) – socjaliści pozostający w sojuszu z ogólnohiszpańską Partido Socialista Obrero Español, opowiadający się za szeroką autonomią Katalonii;
- Esquerra Republicana de Catalunya (ERC) – lewica opowiadająca się za niepodległością Katalonii jako republiki;
- Junts per Catalunya (JxCat) – liberalna koalicja zrzeszająca Europejską Partię Demokratyczną Katalonii (PDeCAT; spadkobierca Konwergencji i Unii) i niezależnych; opowiada się za niepodległością Katalonii jako republiki;
- Partit Popular de Catalunya (PPC) – część ogólnohiszpańskiej prawicowej Partido Popular, opowiadająca się za ograniczeniem obecnej autonomii;
- Ciutadans – Partido de la Ciudadanía (Cs) – oddział liberalnej partii Ciudadanos, opowiadająca się za ograniczeniem obecnej autonomii;
- Candidatura d'Unitat Popular (CUP) – antykapitalistyczna skrajna lewica opowiadająca się za natychmiastowym ogłoszeniem niepodległości Katalonii jako republiki;
- Catalunya en Comú – Podem (CatComú) – lewicowa koalicja katalońskiego oddziału Podemos, Inicjatywy dla Katalonii – Zielonych oraz Zjednoczonej Lewicy i Alternatywy; opowiada się za rozwiązaniem kwestii niepodległości Katalonii w referendum, jednak w kwestii jej ogłoszenia głosy są podzielone.

Specyfiką polityki katalońskiej jest fakt, że najbardziej nacjonalistyczne katalońskie ugrupowania (jak ERC i CUP) sytuują się na lewicy, lub – jak w przypadku JxCat – w centrum. Z kolei dwie znaczące partie opowiadające się za ścisłymi związkami z Hiszpanią (PPC i Cs) należą do centroprawicy. PSC z tego punktu widzenia jest partią politycznego centrum.
Z powodu dużej liczby mieszkańców, partie Katalonii odgrywają znaczącą rolę w polityce hiszpańskiej. Mimo że podział mandatów nie jest proporcjonalny (na niekorzyść Katalonii), wspólnocie tej i tak przysługuje aż 47 z 350 miejsc w Kongresie (więcej posiada tylko Andaluzja – 61). Zarówno rządy lewicy, jak i prawicy w Madrycie kilkakrotnie nie mogłyby dojść do skutku bez poparcia deputowanych katalońskich. Niskie poparcie dla Partido Popular w Katalonii i brak woli koalicji ze strony prawicy katalońskiej były znaczącymi powodami, dla których partia ta nie objęła rządów w latach 2004 i 2008 mimo zwycięstwa lub remisu z PSOE w większości pozostałych wspólnot autonomicznych (po odliczeniu głosów katalońskich wybory wygrałaby PP).
Poniższa tabela przedstawia wyniki ostatnich wyborów parlamentarnych (uwzględniono wyłącznie komitety, które uzyskały mandaty).
| Komitet wyborczy                                              | Kortezy Generalne – Kongres (2011) | Parlament Katalonii (2012) | Parlament Europejski (2009) |
| ------------------------------------------------------------- | ---------------------------------- | -------------------------- | --------------------------- |
| Partit dels Socialistes de Catalunya – PSOE                   | 26,66%                             | 14,43%                     | 36%                         |
| Convergència i Unió                                           | 29,35%                             | 30,7%                      | 22%                         |
| Partit Popular de Catalunya (Partido Popular)                 | 20,7%                              | 12,97%                     | 18%                         |
| Esquerra Republicana de Catalunya                             | 7,07%                              | 13,7%                      | 9%                          |
| Iniciativa per Catalunya Verds – Esquerra Unida i Alternativa | 8,09%                              | 9,89%                      | 6%                          |
| Ciutadans–Partido de la Ciudadanía                            | –                                  | 7,56%                      | –                           |

### Dążenia niepodległościowe

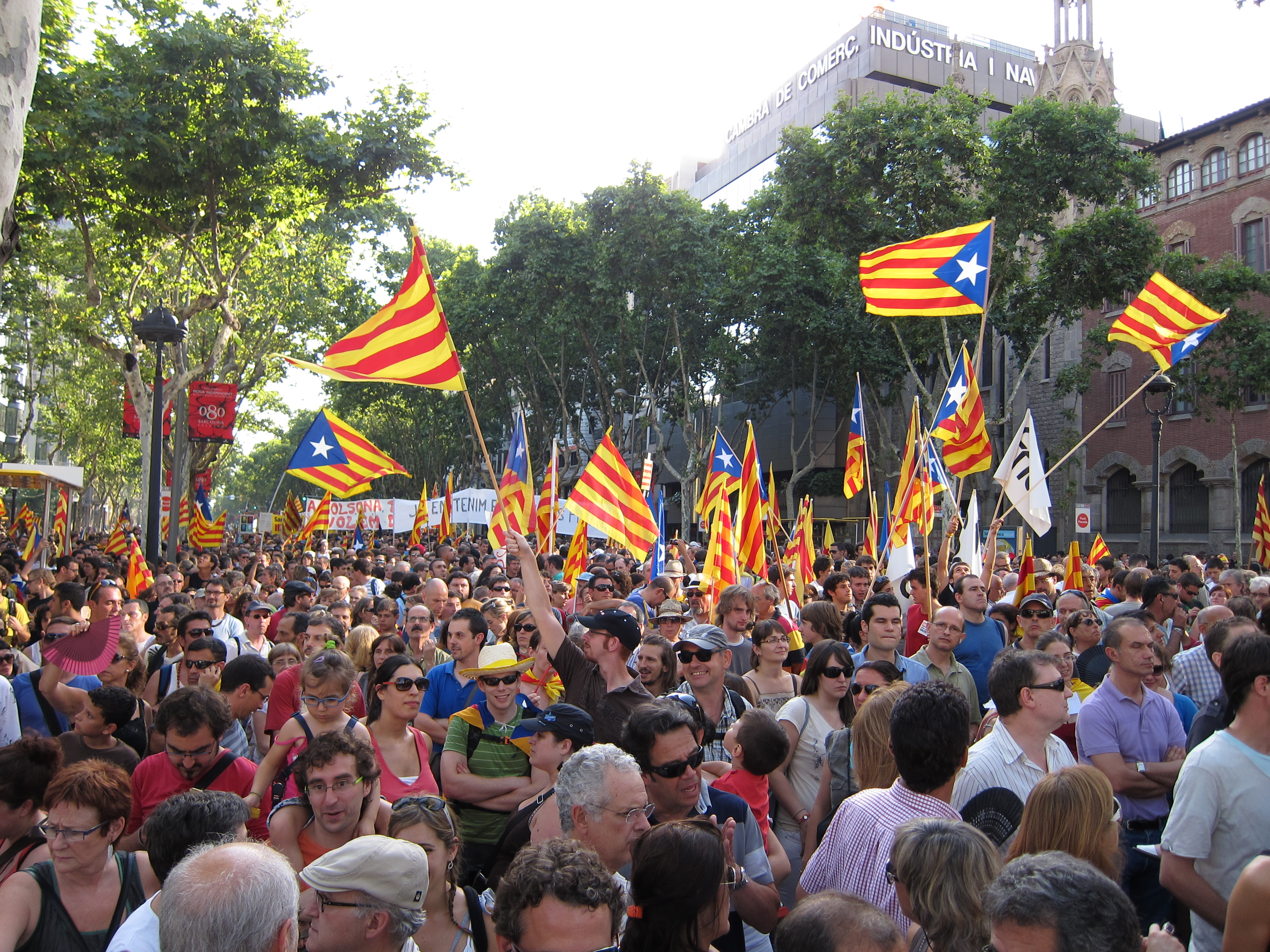
Barcelona, 2010

W Katalonii, w przeciwieństwie do Kraju Basków, nie istnieją ugrupowania terrorystyczne działające na rzecz niepodległości. Tradycja walki zbrojnej o niepodległość kończy się zasadniczo na powstaniach XVIII-wiecznych; odżyła jedynie w czasie hiszpańskiej wojny domowej, w której katalońskie organizacje zbrojne walczyły po stronie republiki. Kilka grup terrorystycznych o charakterze nacjonalistycznym powstało u schyłku dyktatury Franco. Najznaczniejszą z nich była Terra Lliure (Wolna Ziemia), która zaprzestała walki zbrojnej na początku lat 90. XX wieku i ostatecznie rozwiązała się w 1995 r.
Jedyną liczącą się partią, która wprost formułuje postulat połączenia i niepodległości wszystkich krajów katalońskich, jest ERC. Jednakże mimo radykalnego programu, dąży ona do jego realizacji na drodze czysto politycznej.
23 stycznia 2013 r. parlament Katalonii przyjął deklarację suwerenności, która uważana jest za pierwszy krok do przeprowadzenia referendum dotyczącego niepodległości.
10 października 2017 r. premier Carles Puigdemont podpisał deklarację niepodległości republiki Katalonii. 27 października 2017 r. unilateralna deklaracja niepodległości została przegłosowana w parlamencie Katalonii. Wynikiem deklaracji jest zawieszenie autonomii Katalonii przez rząd w Madrycie i kryzys konstytucyjny w Hiszpanii.

## Gospodarka
Region silnie uprzemysłowiony. Przemysł włókienniczy, chemiczny, elektrotechniczny, stoczniowy, samochodowy. Nowoczesne rolnictwo (pszenica oraz ryż w delcie Ebro) oraz sadownictwo (oliwki, winorośl, cytrusy). Od lat 60. jedną z najważniejszych gałęzi gospodarki jest turystyka. Głównymi ośrodkami turystycznymi są Barcelona, Costa Brava oraz Montserrat.
W 2014 PKB Katalonii wyniósł 200 mld euro, co stanowi 19% PKB całej Hiszpanii. Do kasy państwowej Katalonia wpłaca więcej, niż z niej otrzymuje, co jest powodem niezadowolenia mieszkańców prowincji.